# 能美根上站
能美根上站（日语：／ Nomi-Neagari eki */?）是位於石川縣能美市大成町千（チ），屬於IR石川鐵道的IR石川鐵道線車站。此站在1980年前可轉乘北陸鐵道能美線。在2015年3月14日前，此站名稱為「寺井站」（日语：／）。
此條目中也記載北陸鐵道能美線的新寺井站（日语：／）。

## 歷史
- 1912年（大正元年）12月20日 - 國有鐵道北陸本線小松站至小舞子臨時停車站之間新設寺井站（日语：／）（為一般車站）。
- 1985年（昭和60年）3月14日 - 終止行李起卸業務。
- 1987年（昭和62年）4月1日 - 伴隨國鐵分割民營化，車站由西日本旅客鐵道（JR西日本）和日本貨物鐵道（JR貨物）營運。
- 2012年（平成24年）8月27日 - 臨時車站大樓開始使用。
- 2014年（平成26年）3月9日 - 跨站式站房開始使用[5][6]。
- 日期不詳（2013年至2015年之間） - JR貨物車站廢止，終止貨物起卸業務[7]。
  - 在本線西邊往北1km設有電氣化學工業（日语：デンカ）根上服務站専用線。這專用線設有貨物列車，從青海站運送水泥至此處，該列車在2004年廢止。
- 2015年（平成27年）
  - 3月1日 - 東出口、西出口的站前廣場、停車場和停泊單車場落成啟用[2]。
  - 3月14日 - 車站改名為能美根上站（日语：／）[1][2][4]。
- 2017年（平成29年）4月15日 - 此站可以使用ICOCA[8][9]。
- 2024年（令和6年）3月16日 - 隨北陸新幹線延伸至敦賀，車站改由IR石川鐵道營運。

## 車站構造
車站是一座地面車站，設有1面2線的島式月台和1條側線。車站建設在彎位上，因此停站列車會稍為傾側。在月台兩端設有上下車確認之用的閉路電視。車站大堂位於路線東邊，為一座平房建築物。月台與車站大堂之間設有行人隧道連接。後來車站大樓進行建設跨站式站房工程，在2012年8月27日改用臨時車站大樓，在2014年3月9日跨站式站房啟用。當時，為了預備在2015年3月14日改名為「能美根上站」，跨站式站房的牆外部分已經使用新站名。
此站是由小松站管理的業務委託車站，並委托JR西日本金澤MAINTEC負責車站業務。此站設有綠色窗口，但沒有自動閘機，取而代之設置了入場印字機。
在車站候車室內放置了一些鐵路雜誌和小説等一些舊書，使在候車時可以參閱。
在列車進站時會播放進站音樂。此站本來使用了北陸本線常播的音樂，但是在2015年3月1日至2017年3月尾，使用了由當地人（能美市）加賀大介作詞的「栄冠は君に輝く」。在2017年4月以後，上行月台會播放「致愛麗絲」，下行月台會播放「安妮·羅利」。

### 月台
| 月台 | 路線          | 上下行 | 方向           |
| ---- | ------------- | ------ | -------------- |
| 1    | ■IR石川鐵道線 | 上行   | 小松、福井方向 |
| 2    | ■IR石川鐵道線 | 下行   | 金澤方面       |

在2018年後，此站開始編排月台編號。

## 使用狀況
在2018年（平成30年）度，1日平均乘車人次為1,284人。
根據「石川縣統計書」和「能美市統計書」，以下列出近年1日平均乘車人次：
| 年度   | 1日平均 乘車人次 |
| ------ | ---------------- |
| 1996年 | 972              |
| 1997年 | 901              |
| 1998年 | 859              |
| 1999年 | 860              |
| 2000年 | 821              |
| 2001年 | 843              |
| 2002年 | 816              |
| 2003年 | 834              |
| 2004年 | 802              |
| 2005年 | 798              |
| 2006年 | 833              |
| 2007年 | 889              |
| 2008年 | 946              |
| 2009年 | 928              |
| 2010年 | 978              |
| 2011年 | 1,016            |
| 2012年 | 1,023            |
| 2013年 | 1,082            |
| 2014年 | 1,074            |
| 2015年 | 1,217            |
| 2016年 | 1,214            |
| 2017年 | 1,257            |
| 2018年 | 1,284            |

## 車站周邊
雖然此站前稱「寺井站」，但是車站位於能美市根上地區（前・能美郡根上町）中心。舊車站名稱是取自能美市寺井地區（前・能美郡寺井町），距離車站以東1公里。因此，能美市向JR西日本請求把市名和地區名合成，改名為能美根上站，最後在2015年3月14日正式改名。
- 根上大濱郵局
- 能美市根上窗口中心
- 能美市立濱小學
- 能美市立根上中學（日语：能美市立根上中学校）
- 能美市立醫院

## 巴士路線
此站曾經設有能美線替代巴士（北陸鐵道→加賀白山巴士「能美線」）來往鶴來站至根上（部分為美川站）之間。隨著北陸鐵道分拆公司。舊根上至舊寺井之間取消服務，路線在舊辰口町內倉重和舊寺井町的寺井史蹟公園前折返。但是後來寺井、辰口、根上3町合併，使路線再次延長至寺井站。在2006年，前寺井町的社區巴士路線延伸至前辰口町內。在2007年12月31日，「能美線」巴士路線全線廢止。在廢止後，由能美市社區巴士和北陸先端科學技術大學院大學校巴替代服務。
截至2020年，站前設有以下社區巴士行走。
- 能美巴士（日语：のみバス）「連攜巴士」
  - 寺井中央、辰口福祉會館、北陸先端科學技術大學院大學、鶴來站方向
- 能美巴士「根上地區循環巴士」
  - 山口方向
  - 赤井方向
  - 中之江方向
  - 吉野釜屋方向

## 北陸鐵道 新寺井站

### 概要
此站為能美線起點站，車站位於國鐵車站以東位置。此站由開業至廢止時只有1面1線的單式月台。月台位於路軌東邊。路軌與國鐵站之間設有一條貨物側線。在能美線和北陸本線之間，設有讓貨車通過的聯絡線。在1960年代的車站大樓與出入口比較大，在車站出入口上方設有寫上「往手取遊園、獅子吼高原、辰口溫泉的電車乘車處」展板（截至1962年）。在晩年，車站大樓與車站入口較小，在車站出入口上方設有寫上「辰口溫泉、鶴來、白山下方向的電車乘車處」（截至1980年5月）。

### 歷史
- 1925年（大正14年）8月13日 - 能美電気鐵道線本寺井至新寺井之間開業，此站啟用。
- 1928年（昭和3年）11月30日 - 月台和牆身使用了混凝土改建，並擴寬[12]。
- 1935年（昭和10年）11月30日 - 車站大樓內加設商店[12]。
- 1980年（昭和55年）9月14日 - 新寺井站廢止。

## 相鄰車站
IR石川鐵道
■IR石川鐵道線
明峰－能美根上－小舞子

### 曾經存在的路線
北陸鐵道
能美線
新寺井－加賀福岡

## 註腳
1. 1 2 3  . Response. 2014-06-28  [2019-11-09]. （原始内容存档于2020-10-17） （日语）.
2. 1 2 3 4  世古紘子(2015年3月2日). “寺井駅 周辺整備完成 東西口広場や駐車場、駐輪場”. 北陸中日新聞 (中日新聞社)
3. 1 2   (PDF) (新闻稿). 西日本旅客鐵道金澤分社. 2014-12-19  [2019-11-09]. （原始内容存档 (PDF)于2020-10-18） （日语）.
4. 1 2 3  . MyNavi 新聞. 2014-06-28  [2019-11-09]. （原始内容存档于2020-10-17） （日语）.
5. 1 2  . 能美市. 2015-02-01: 25 （日语）.
6. 1 2 3  . RM新聞. 2014-03-14  [2019-11-09]. （原始内容存档于2018-08-19） （日语）.
7. ↑  在鐵道貨物協會的《貨物時刻表》1015年度版中，此站沒有記錄在內。但是，在電氣車研究會的《鉄道要覧》平成25年（2013年）版中，此站已經沒有記錄在內。
8. ↑   (PDF) (新闻稿). 西日本旅客鉄道／IRいしかわ鉄道／あいの風とやま鉄道. 2017-01-31  [2020-02-01]. （原始内容 (PDF)存档于2019-05-25） （日语）.
9. ↑   (PDF) (新闻稿). あいの風とやま鉄道. 2017-01-31  [2020-02-01]. （原始内容 (PDF)存档于2019-05-25） （日语）.
10. ↑  北陸本線 「寺井駅」の駅名改称について （页面存档备份，存于）（日語） - 西日本旅客鐵道，2014年6月27日
11. ↑   (PDF). 石川縣: 106.   [2020-04-10]. （原始内容存档 (PDF)于2020-10-17） （日语）.
12. 1 2 3  RM LIBRARY 230 北陸鉄道能美線（[寺田裕一（日语：寺田裕一）著作　Neko出版　2018年10月1日初版）p.11、p.31、p.36 - 37

## 外部連結
- 能美根上站 - IR石川鐵道 （页面存档备份，存于）（日語）
- JR寺井站周邊地區 （页面存档备份，存于）（日語） - 能美市